# Stephen P. Boyd
Stephen Poythress Boyd (Ann Arbor) é um engenheiro eletricista estadunidense. É professor do Departamento de Engenharia Elétrica da Universidade Stanford. Também é afiliado ao Institute for Computational and Mathematical Engineering (ICME) em Stanford.

## Biografia acadêmica

### Formação
Boyd obteve um AB em matemática na Universidade Harvard em 1980, e um PhD em engenharia elétrica e ciência da computação na Universidade da Califórnia em Berkeley em 1985, orientado por Charles A. Desoer, S. Shankar Sastry e Leon Ong Chua, com a tese Volterra Series: Engineering Fundamentals.

## Carreira
Boyd ingressou na faculdade do Departamento de Engenharia Elétrica da Universidade Stanford em 1985. Ministra regularmente cursos de graduação em álgebra linear aplicada e aprendizado de máquina. Durante seu tempo em Stanford foi reconhecido com vários prêmios de ensino, incluindo o Prêmio Walter J. Gores de 2016 por excelência no ensino, a maior honraria de ensino da escola. Recebeu a Medalha James H. Mulligan Jr. IEEE de Educação de 2017, em reconhecimento aos seus esforços na educação na teoria e na aplicação da otimização, o que provocou a escrita de livros didáticos aprimorados sobre álgebra linear e otimização convexa. Foi diretor do Laboratório de Sistemas de Informação de Stanford. Enquanto estava em Stanford foi consultor de várias empresas de tecnologia do Vale do Silício, e fundou uma empresa. O software CVXGEN de seus grupos é usado no Falcon 9 e no Falcon Heavy da SpaceX para guiar seu pouso de precisão autônomo.
Foi palestrante convidado do Congresso Internacional de Matemáticos em Madrid (2006: Convex Optimization of Graph Laplacian Eigenvalues).

## Publicações
- Introduction to Applied Linear Algebra - Vectors, Matrices, and Least Squares(Cambridge University Press, 2018) – with Lieven Vandenberghe (full book PDF by the authors)
- Convex Optimization (Cambridge University Press, 2004) – with Lieven Vandenberghe (full book PDF by the authors)
- Linear Matrix Inequalities in System and Control Theory (Society for Industrial and Applied Mathematics, 1994) – with Laurent El Ghaoui, Eric Feron and Vendataramanan Balakrishnan
- Linear Controller Design: Limits of Performance (Prentice Hall, 1991) – com Craig Barratt